# نایجل لینزی
نایجل لینزی (انگلیسی: Nigel Lindsay؛ زادهٔ ۱۷ ژانویهٔ ۱۹۶۹) بازیگر اهل بریتانیا است.
از فیلم‌ها یا برنامه‌های تلویزیونی که وی در آن نقش داشته‌است، می‌توان به آدمکشان میدسامر، پوآرو، تلفات، خانواده من، قانون مورفی، رم، شاهد خاموش، مأموران مخفی، بازرس فویل، آخرین پادشاهی، توپ سیاه، خبر داغ، چهار شیر، معامله‌گر سرکش، ویکتوریا و امن اشاره کرد.